# كامبار
كامبار (بالفرنسية: Quimper)‏ و (باللغة البريتانية المحلية: Kemper) أو صنت كرنتين أو شنت كرنتين مدينة و بلدية تقع في الشمال الغربي لفرنسا بمنطقة بريتاني و هي عاصمة إقليم الفنستير و العاصمة التقليدية لبلاد كورنواي. هي المدينة الفرنسية ال79 من حيث السكان، و الثالثة بمنطقة بريتاني بعد بريست ورين. و يقطع المدينة أربعة أنهار: أودي، ستير، فروت و جات.
المدينة مصنفة ضمن مدن الفن و التاريخ، كما حصلت على جائزة أربعة أزهار في مسابقة المدن و القرى التي تكسوها الأزهار و جائزة أربعة @ في مسابقة مدن الأنترنت. و هناك أيضا دراستين نشرتا سنة 2012 تبينان أن مدينة كامبار تحتل المرتبة 13 من حيث المدن الأقل فقرا بفرنسا و المرتبة الثالثة من حيث المدن الأنسب للابتكار.

## التسمية و موقع البلدية

### التسمية
سيفيطاس أكيلونيا (بالفرنسية: Civitas Aquilonia)‏، هي كلمة لاتينية معناها الإستشهاد بالنسر، كان يعتقد أنها الاسم القديم لمدينة كامبار و لكن تبين فيما بعد أن الرومان الغزاة أطلقوها على حي لوك ماريا الحالي و المتواجد على نهر أودي بالمدينة، و سميت خلال الثورة الفرنسية بجبل جنوب نهر أودي.

و الاسم الحالي كامبار Quimper هي التسمية المفرنسة بشكل طفيف من الكلمة البريتانية Kemper، و التي تعني بالعربية مقرن أي مكان إالتقاء الأنهار أو المجاري المائية، و يقصد بذلك أن المدينة بنيت عند التقاء الأنهار الأربعة (أودي، ستير، فروت و جات)، و هو نفس التفسير لمدينة كامبارلي المجاورة التي يلتقي بها نهرين.

### الموقع
يحد كامبار إحدى عشرة بلدية و هي:
- من الشمال: لاندريفارزاك.
- من الشمال الشرقي: برياك.
- من الشمال الغربي: غينفا و بلوغوناك.
- من الجنوب: غواسناش و بلوفون.
- من الجنوب الشرقي: سان إيفارزيك.
- من الجنوب الغربي: بلوميلان.
- من الشرق: إيرغي غابيريك.
- من الغرب: بلوغوفون و بلونيز.

## التاريخ

### الشعار
المقولة التي تتخدها مدينة كامبار كشعار لها هي جملة بريتانية (Unanet e vimp kreñv) و تعني: نتحد لنكون أقوياء.

### عصور ماقبل التاريخ
كامبار ما قبل التاريخ كانت محل أبحاث معمقة حول الآثار المتواجدة بالمدينة عند بداية القرن التاسع عشر، لا سيما في أوائل سنة 1873 برعاية مؤسسة علم الآثار لفنستير. و تطورت الأبحاث بشكل لافت سنة 1970 بإنشاء المركز البلدي للدراسة و بحوث علم الآثار.

عدة صواوين تم العثور عليها في بليغوفون بالمدينة تعود إلى 6000 سنة، أما ناحية كارجستان فقد تم العثور فيها على مقبرة و أدوات خزفية تعود إلى العصر الحجري الحديث إلى العصر البرونزي (3000 - 1800 قبل المسيح)، و في بينان كرياك عثر على بقايا منزل سكني مهم من الفترة (2000 - 1000 قبل المسيح). أما برادن بالناحية الشرقية للمدينة، بقايا فخارية و التي يعود تاريخها إلى 1800 قبل المسيح. كما عثر في عدة أماكن من كمبار على آثار تعود لآلاف السنين و هذا ما أكد أن المنطقة كانت مأهولة منذ القدم.

### العصور الوسطى
حسب وجهة نظر باحثي الآثار فإن مدينة كامبار الرومانية إندثرت منذ القرن الرابع ميلادي. عدة آثار رومانية عثر عليها في مناطق مختلفة من المدينة، فعثر مثلا قرب كنيسة لوك ماريا على كتلبات رومانية تعود إلى سنة 1124

## إختصاصات بريتاني
تملك كامبار بعض تخصصات الطبخ، بما في ذلك الفطائر التقليدية و الفطائر المحمرة. حيث أنه تم اختراع هذه الأخيرة سنة 1888 بعد خطأ في طهي الفطائر التقليدية، و ذلك بطهيها بشكل قريب إلى الاحتراق فرأت السيدة كورنيك أن تقوم بلفها لإخفاء عيب الإحمرار. فكانت بذلك المرأة التي تخترع الأكلة الأكثر شعبيتا في فرنسا.

## بدلة كلازيك
كامبار و منطقة بريتاني عموما، تشتهران ببدلة تقليدية تسمى كلازيك. حيث كانت ترتدى بشكل عادي بكامبار حتى سنة 1950.
بالنسبة للرجال، عادة ما تكون زرقاء أو سوداء. و تتكون من قميص بأكمام طويلة، حيث يغطيه سترة من الصوف بأكمام طويلة أيضا مطرزة بألوان زاهية. أما من الأسفل، فهو سروال أسود و حذاء أسود و أحيانا حذاء من نوع القباقيب. كما أن الرجال يضعون على رؤوسهم قبعات سوداء للفقراء و الأشخاص العاديين. و مطرزة بألوان زاهية للأسياد و الأغنياء.
عند النساء فتكاد تكون نفس البدلة، إلا أن المرأة ترتدي تنورة ذات اللون الأسود و على الرأس قبعة بيضاء مصنوعة من الدونتيل و أحيانا فولار أسود.

## مدن توأمة
مدينة كامبار توأمة مع سبعة مدن و لها قنصلية فخرية بفنلندا.
| - رمشيد، ألمانيا منذ 1971. - ليمريك، أيرلندا منذ 1981. - سانتا ماريا، رومانيا منذ 1991. - يانطاي، الصين منذ 2005. - أورينسي، إسبانيا منذ 2005. - لافريو، اليونان منذ 2008. - فودجا، إيطاليا منذ 2011. | \| \| |
| رمشيد · ليمريك · سانتا ماريا · يانطاي · أورينسي · لافريو · فودجا |       |

## وصلات أخرى

### وصلات داخلية
- إقليم الفنستير
- منطقة بريتاني

### وصلات خارجية
- الموقع الرسمي لبلدية كامبار
- الموقع السياحي لكامبار
- موقع البرامج الثقافية بكامبار